# Lew Anatoljewitsch Skornjakow
Lew Anatoljewitsch Skornjakow (russisch Лев Анатольевич Скорняков; * 14. Februar 1924 in Moskau; † 26. Mai 1989 ebenda) war ein sowjetischer Mathematiker, der sich mit Algebra befasste.
Lew Skornjakow schloss 1947 sein Studium an der Lomonossow-Universität Moskau ab. Er wurde 1955 bei Alexander Kurosch promoviert und habilitierte sich 1956 (russischer Doktortitel). Seit 1959 war er Professor für höhere Algebra an der Lomonossow-Universität.
Er ist bekannt für Forschungen zu Alternativkörpern, was auch Thema seiner Dissertation war (Alternativkörper und Alternativebenen). Seine Habilitation war über Einige Fragen der Körpertheorie und projektive Ebenen.
Er bewies unabhängig 1950 den Satz von Bruck und Kleinfeld.

## Schriften (Auswahl)
- К теории альтернативных тел. In: Успехи математических наук. Band 5, Nr. 5 = 39, 1950, ISSN 0042-1316, S. 160–162, (Digitalisat; Über die Theorie von Alternativkörpern. Russisch).
- Проективные плоскости. In: Успехи математических наук. Band 6, Nr. 6 = 46, 1951, S. 112–154, (Digitalisat; Projektive Ebenen. Russisch).
- Элементы теории структур. Наука, Moskau 1970, (Russisch; deutsche Ausgabe: Elemente der Verbandstheorie (= Wissenschaftliche Taschenbücher. 130, ISSN 0084-098X). Akademie-Verlag, Berlin 1973; englische Ausgabe: Elements of Lattice Theory. Hindustan Publishing, Delhi 1977, ISBN 0-85274-331-9).
- Элементы общей алгебры. Наука, Moskau 1983, (Elemente der allgemeinen Algebra. Russisch).